# سان لورينثو دي تورميس
بلدية سان لورينثو دي تورميس (بالإسبانية: San Lorenzo de Tormes) هي بلدية تقع في مقاطعة آبلة التابعة لمنطقة قشتالة وليون وسط إسبانيا.

## الديموغرافيا
بلغ عدد سكان بلدية سان لورينثو دي تورميس 58 نسمة عام 2011 (وفقاً للمعهد الوطني للإحصاء الإسباني).
| 67 | 63 | 52 | 54 | 59 | 56 | 58 |